# La Chapelle-en-Lafaye
La Chapelle-en-Lafaye è un comune francese di 129 abitanti situato nel dipartimento della Loira della regione dell'Alvernia-Rodano-Alpi.

## Società

### Evoluzione demografica
Abitanti censiti